# Saint-Loubouer
Saint-Loubouer es una comuna francesa situada en el departamento de Landas, en la región de Nueva Aquitania.

## Demografía
| 466 | 456 | 438 | 425 | 408 | 410 | 443 |
| Para los censos de 1962 a 1999 la población legal corresponde a la población sin duplicidades (Fuente: INSEE [Consultar]) |     |     |     |     |     |     |